# Sozialhilfeverband Spittal/Drau

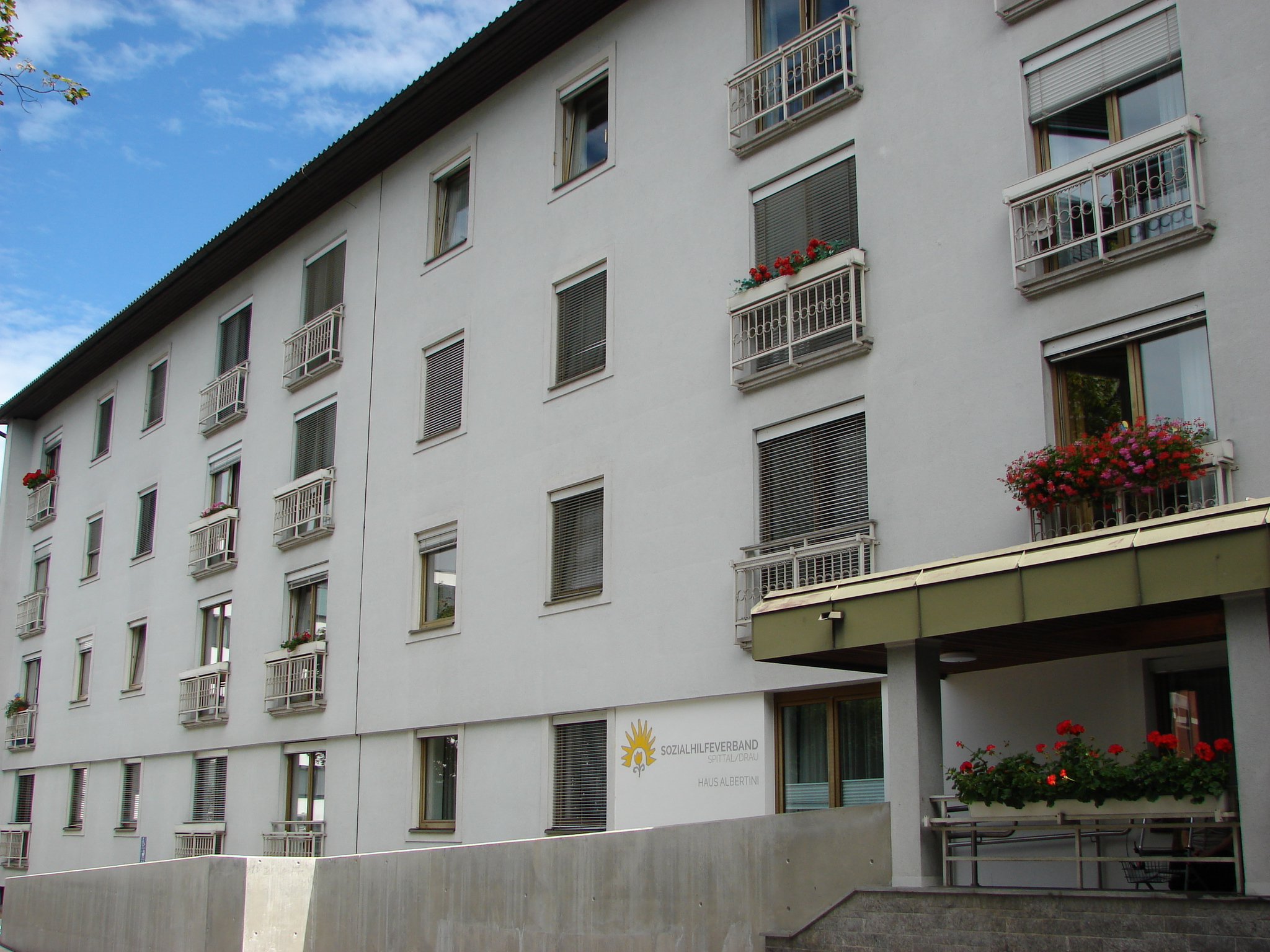
Seniorenhaus Albertini und Hauptverwaltung des SHV in Spittal/Drau

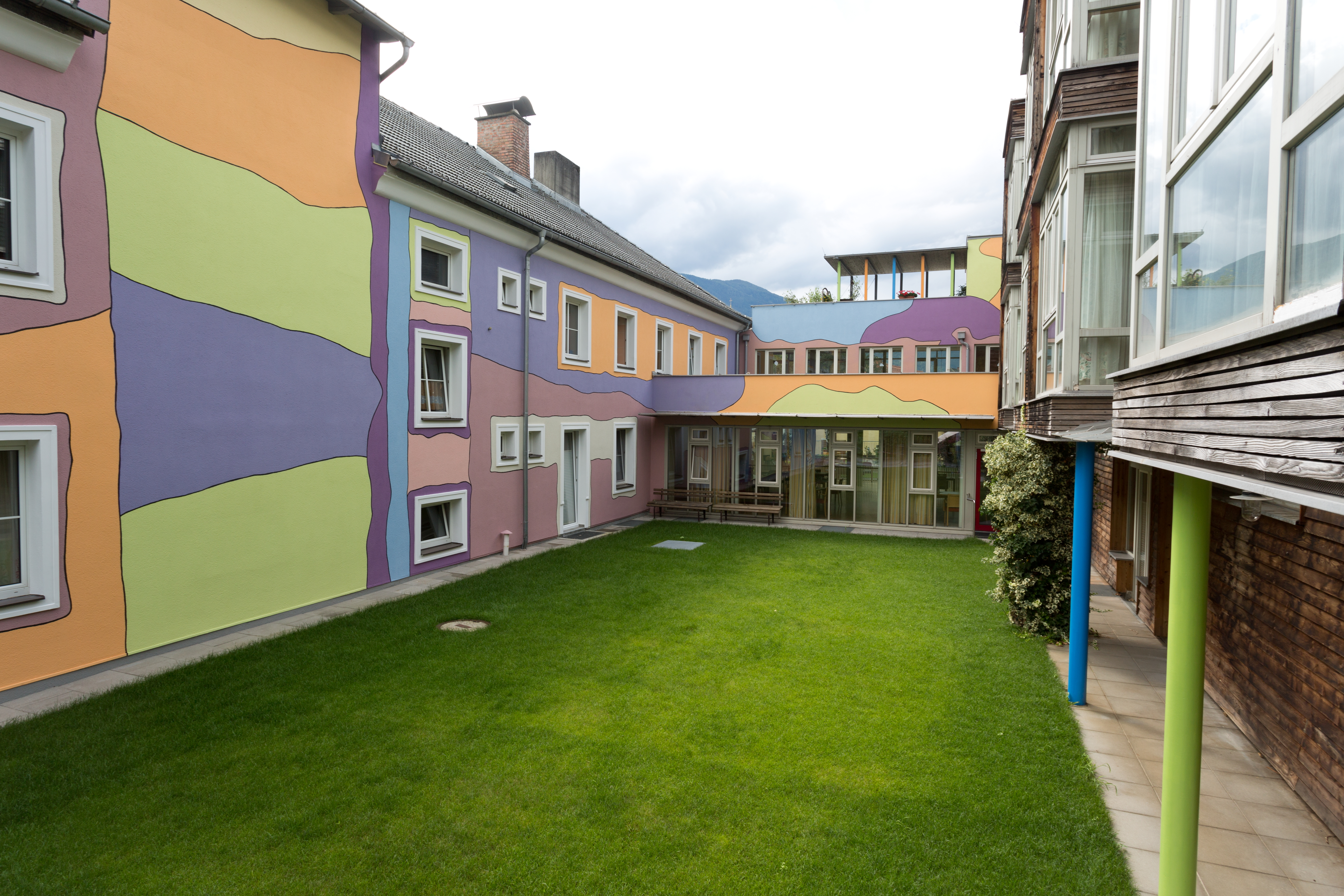
Haus Peinten in Spittal an der Drau

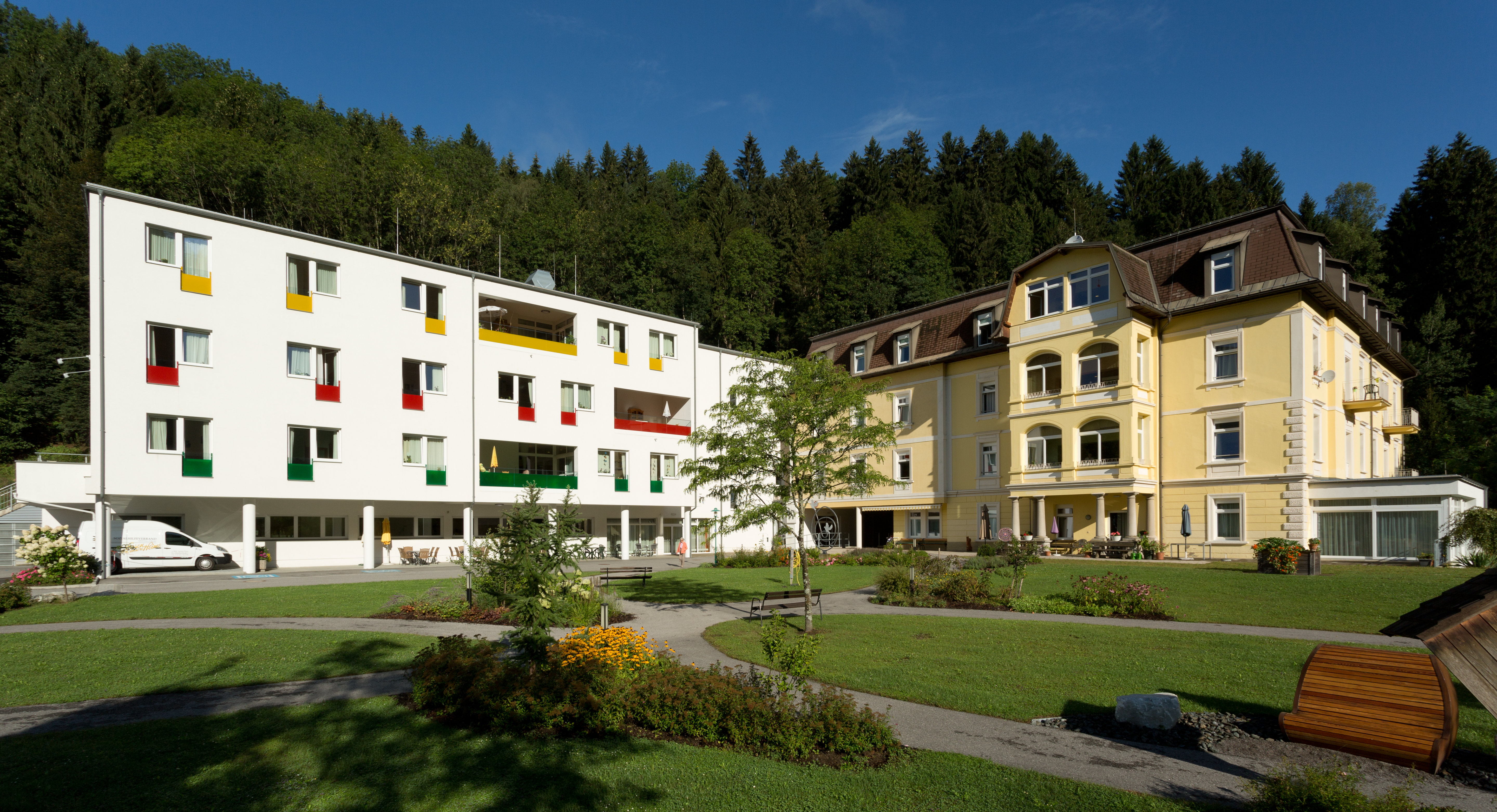
Haus Marienheim mit Tageszentrum in Spittal/Drau

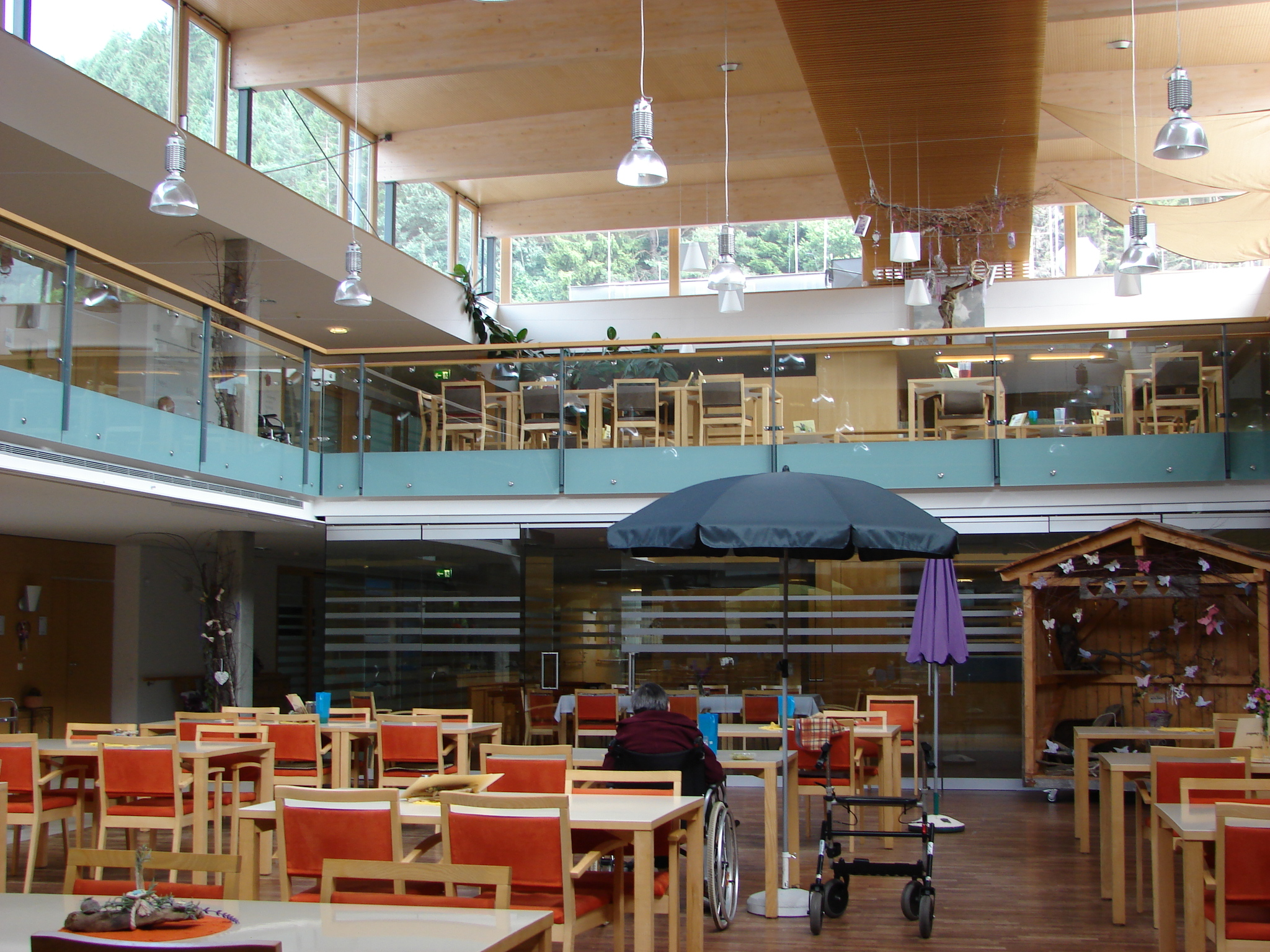
Innenaufnahmen vom Panoramabau Haus Gmünd in der Riesertratte in Gmünd / Kärnten

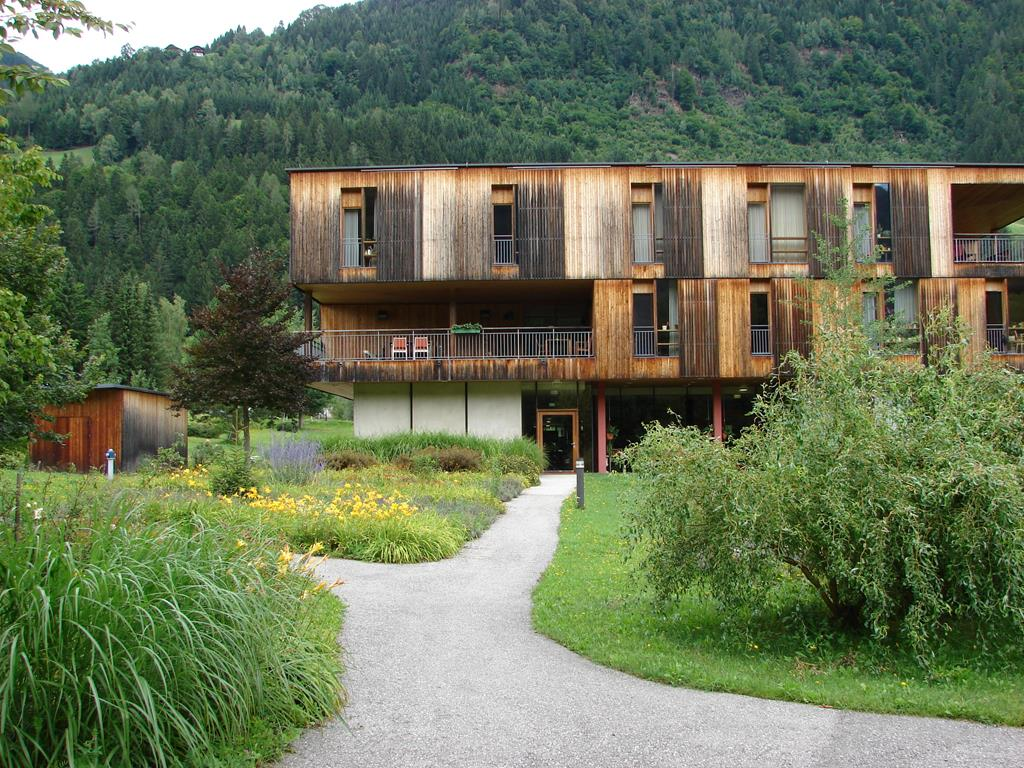
Haus Steinfeld im Drautal

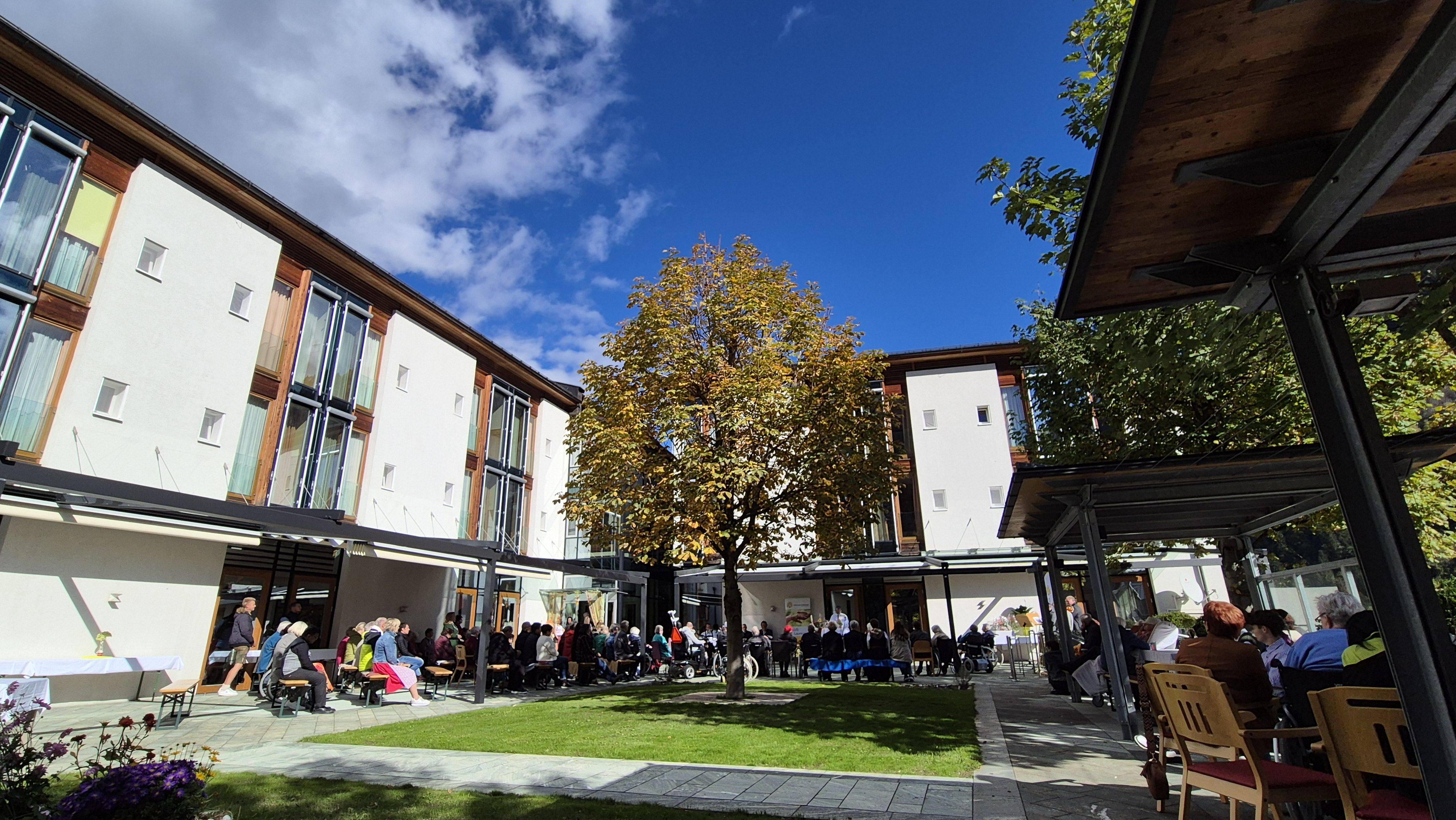
Haus St. Laurentius in Winklern im Mölltal

Der Sozialhilfeverband Spittal/Drau ist ein gemeinnütziger Gemeindeverband, dessen Zweck das Errichten und Betreiben von Altenwohn- und Pflegeheimen ist. Er wurde 1975 aufgrund des Kärntner Sozialhilfegesetzes als eigenständige, juristische Person gegründet. Die Eigentümer sind die 33 Gemeinden des Bezirkes Spittal an der Drau, welche durch den jeweiligen Bürgermeister im Verbandsrat vertreten sind. Der Grundstein wurde 1952 vom Bezirksfürsorgeverband Spittal gelegt, dem Vorgänger des SHV Spittal. In diesem Jahr wurde das damalige "Sanatorium Marienheim" erworben und zum Altenheim adaptiert.
1958 wurde das neu renovierte und umgebaute "Sichenhaus Peinten" gekauft und als Altenwohn- und Pflegeheim eingerichtet. Die Finanzierung stammt aus Heimkostenanteilen, Pflegegeldern der Bewohner und einem Landeszuschuss. 1986 übernahm die Stadt Gmünd das Altersheim "Hintere Gasse", und 1989 folgte das Haus Albertini mit dem Schwerpunkt "Betreutes Wohnen" in Spittal. 1999 wurde das Altenwohnheim in der Peintenstraße nach umfassenden Um- und Ausbaumaßnahmen neu eröffnet. 2004 konnte das neu errichtete Haus Gmünd in der Riesertratte bezogen werden. Aus dem Altersheim "Hintere Gasse" wurde das Pankratium – Das Haus des Staunens. Das Haus St. Laurentius in Winklern im Mölltal öffnete im Jahr 2004, im folgenden Jahr kam das Haus Steinfeld in der Gemeinde Steinfeld/Drautal hinzu.
Weiters betreibt der SHV Spittal ein Tageszentrum, eine Zentralküche in Spittal und eine Zentralwäscherei in Gmünd.